# Vale de Lluta
O Vale de Lluta está localizado 10 km ao norte de Arica. O vale é cortado por um rio de mesmo nome, o que torna a região fértil, e onde se cultivam alfafa e milho.
No vale também podem ser vistos diversos geoglifos como a Águia, o Pássaro, o Homem Grande, que são uma das principais atrações do vale.